# Caso Canevaro
El Caso Canevaro es un litigio sostenido ante la Corte Permanente de Arbitraje de La Haya, entre Perú e Italia, cuando en 1910 el empresario Rafael Canevaro, un hijo de inmigrantes italianos nacido en Perú, reclamó protección diplomática al Reino de Italia en un reclamo sostenido contra el gobierno peruano.
La controversia consistía en determinar cuál era la nacionalidad auténtica de Rafael Canevaro, pues éste alegaba ser ciudadano italiano debido a la nacionalidad de sus padres, reclamando ante los tribunales de Perú que se le reconociera como beneficiario de la protección diplomática de Italia por dicho motivo. 
Finalmente, la corte de Arbitraje Permanente de La Haya, presidida por el francés Louis Renault (Premio Nobel 1907), resolvió que se pagase la deuda a Napoleón y Carlos Canevaro.

## Antecedentes
A mediados del siglo XIX el italiano Giuseppe Canevaro, duque de Zoagli y Cónsul General del Reino de Italia, arribó al Perú, tiempo después instaló una firma comercial llamada Canevaro & Sons, en colaboración con sus hijos José Francisco, César y Rafael Canevaro. 
El día 23 de diciembre de 1880 el gobierno de Perú presidido entonces por Nicolás de Piérola emitió en plena Guerra del Pacífico un decreto de emisión de bonos; sobre la base de dicho decreto la firma Canevaro & Sons compró una parte de esa emisión de bonos del gobierno peruano por un valor total de 77,000 libras esterlinas. Terminada la guerra, en 1885, el gobierno peruano pagó en Londres una fracción de la deuda (35, 000 libras) contraída con los tenedores de dichos bonos, entre ellos Canevaro & Sons, quedando pendiente de pagar el monto restante. 
Poco después de ello falleció Giuseppe Canevaro, y luego en el año 1900 murió también su hijo mayor José Francisco por lo cual la compañía comercial Canevaro & Sons se disolvió. Esta disolución causó que los bonos resultasen en posesión de los tres restantes hijos de Giuseppe Canevaro: Napoléon Canevaro y Carlos Canevaro, nacidos en Italia, y de Rafael Canevaro, nacido en Perú. 
Los tres tenedores de bonos pidieron entonces ayuda al gobierno italiano para que los apoyase diplomáticamente en sus reclamos contra el gobierno peruano respecto de la deuda aún no pagada pore éste, dirigiéndose a los tribunales peruanos con ese fin. No obstante, el gobierno peruano rehusó reconocer a Rafael Canevaro como ciudadano italiano, alegando que debía ser tratado por los tribunales locales como cualquier ciudadano peruano. Se realizaron negociaciones con el gobierno de Italia sobre el particular pero no se consiguió acuerdo alguno entre ambos países, por lo cual el 25 de abril de 1910 ambos gobiernos confiaron la solución de la disputa a un tribunal de arbitraje internacional, formado por un árbitro italiano, uno peruano y uno francés (elegido por los dos anteriores).

## Solución del caso
El tribunal arbitral resolvió que existía derecho de los reclamantes a cobrar la deuda original, asimismo el pago debería hacerse en bonos peruanos a los representantes diplomáticos de Italia por cuenta de los reclamantes. Y con respecto a la nacionalidad determinó que Perú tenía derecho de considerar a Canevaro como ciudadano peruano y rechazó el pedido de Italia para otorgarle protección diplomática. Puesto que Canevaro nació en Perú, ejerció derechos políticos en Perú, sus negocios estaban en Perú; por tanto, tenía nexos estrechos con ese país que sumados hicieron que el tribunal arbitral se pronunciara a favor de atribuirle la nacionalidad peruana con preferencia a la italiana.
 Resolución en el Consejo Jurídico Interamericano de la OEA.
- Datos: Q2839922